# Luis Cubilla
Luis Alberto Cubilla Almeida (Paysandú, 28 de marzo de 1940-Asunción, 3 de marzo de 2013) fue un futbolista y entrenador de futbol uruguayo que jugó en las décadas de 1960 y 1970 en Peñarol, Barcelona, River Plate, Santiago Morning, Defensor y Nacional. Posteriormente, tras retirarse, se destacó notablemente en la función de entrenador dirigiendo por varios años al Olimpia de Paraguay con el que ganó distintos títulos nacionales e internacionales.

## Trayectoria
Como jugador obtuvo nueve veces el campeonato uruguayo, tres veces la Copa Libertadores de América (dos con Peñarol y una con Nacional), una vez la Copa Interamericana y dos veces la Copa Intercontinental (con Peñarol y Nacional). En la selección nacional participó en los mundiales de 1962, 1970 y 1974, saliendo en el cuarto puesto en el segundo. Como jugador obtuvo 15 títulos entre 1958 y 1976. El último año jugó para Defensor y obtuvo el primer campeonato uruguayo de la era profesional de un equipo que no fuera Nacional o Peñarol.
Como entrenador debutó en Nacional ganando la Liga Mayor en 1976 y 1977. Tuvo por primera vez la Copa Libertadores y la Intercontinental para un equipo paraguayo, con Olimpia. Se desempeñó también para Defensor, Danubio, Peñarol, Newell's Old Boys de Rosario, Atlético Nacional de Colombia, entre otros. En el 2009 tuvo un breve paso como entrenador del CNI de Perú.
Se hizo particularmente conocido en Argentina en su etapa como entrenador dirigiendo a Talleres de Córdoba, por una recordada escena. En medio de un partido de visitante contra Huracán, un hincha de este último se encontraba en la tribuna cerca del banco visitante insultando a Cubilla. Acto seguido, el DT le presta atención y le tira, supuestamente, un caramelo, acompañado de la frase «Tomá, los monos tienen que comer caramelos». Es en este momento donde el hincha se enoja y lo «inmortaliza» con la frase «¡La conch* de tu madre, Cubilla! ¡Qué me tirá, Cubilla! ¡Qué me tirá!». Este insulto se haría viral por las redes sociales años más tarde y hasta el día de hoy tanto el hincha como la frase son recordados por el fútbol argentino.
Falleció en el sanatorio privado AMSA de Asunción, como consecuencia de un cáncer gástrico.

## Selección nacional
Ha sido internacional con la selección de fútbol de Uruguay en treinta y ocho ocasiones, marcando once goles.

### Participaciones en Copas del Mundo
| Mundial              | Sede             | Resultado    | Partidos | Goles |
| -------------------- | ---------------- | ------------ | -------- | ----- |
| Copa Mundial de 1962 | Chile            | Primera fase | 2        | 1     |
| Copa Mundial de 1970 | México           | 4.º puesto   | 5        | 1     |
| Copa Mundial de 1974 | Alemania Federal | Primera fase | 2        | 0     |

## Clubes

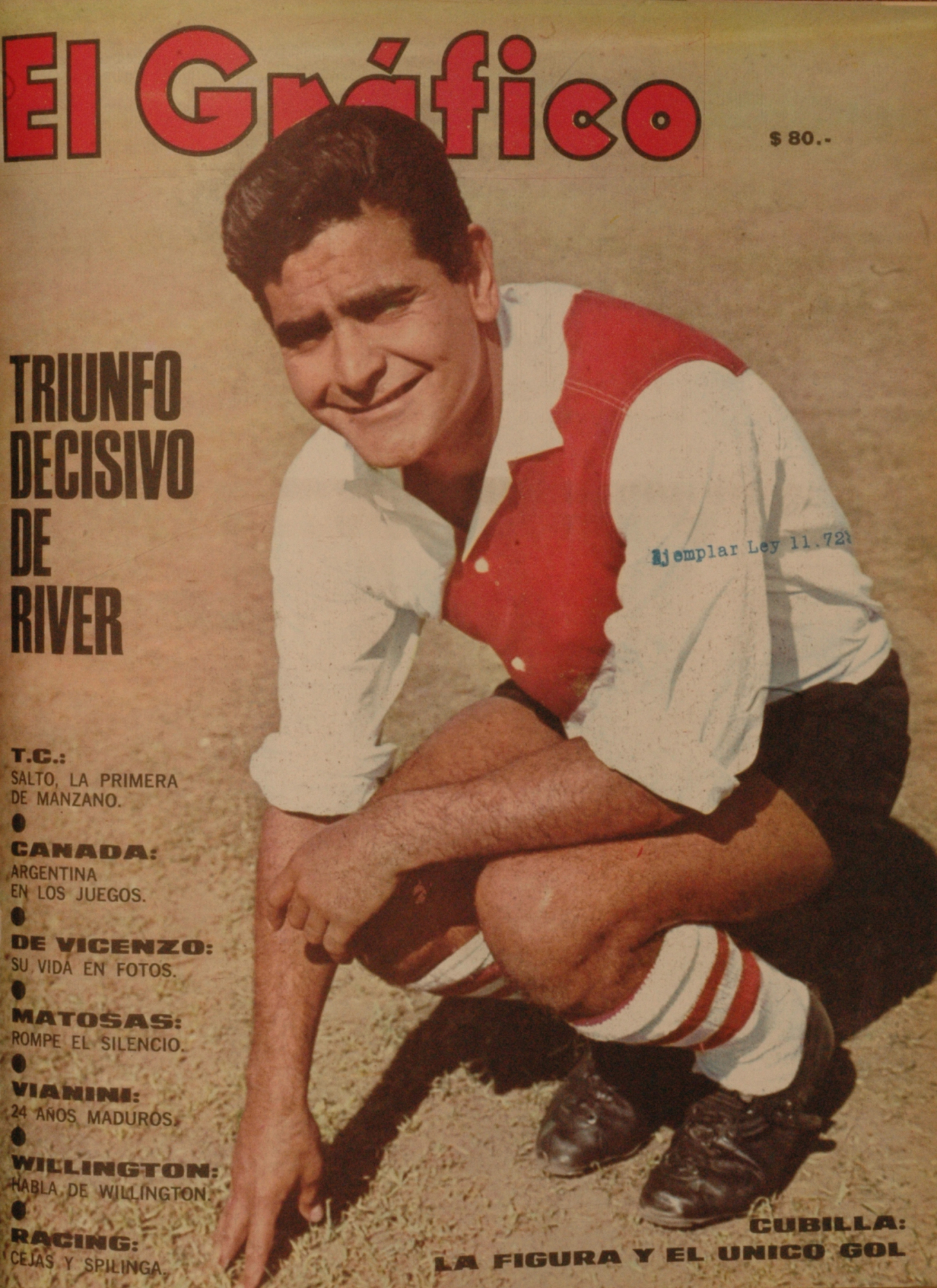
Cubilla en 1967

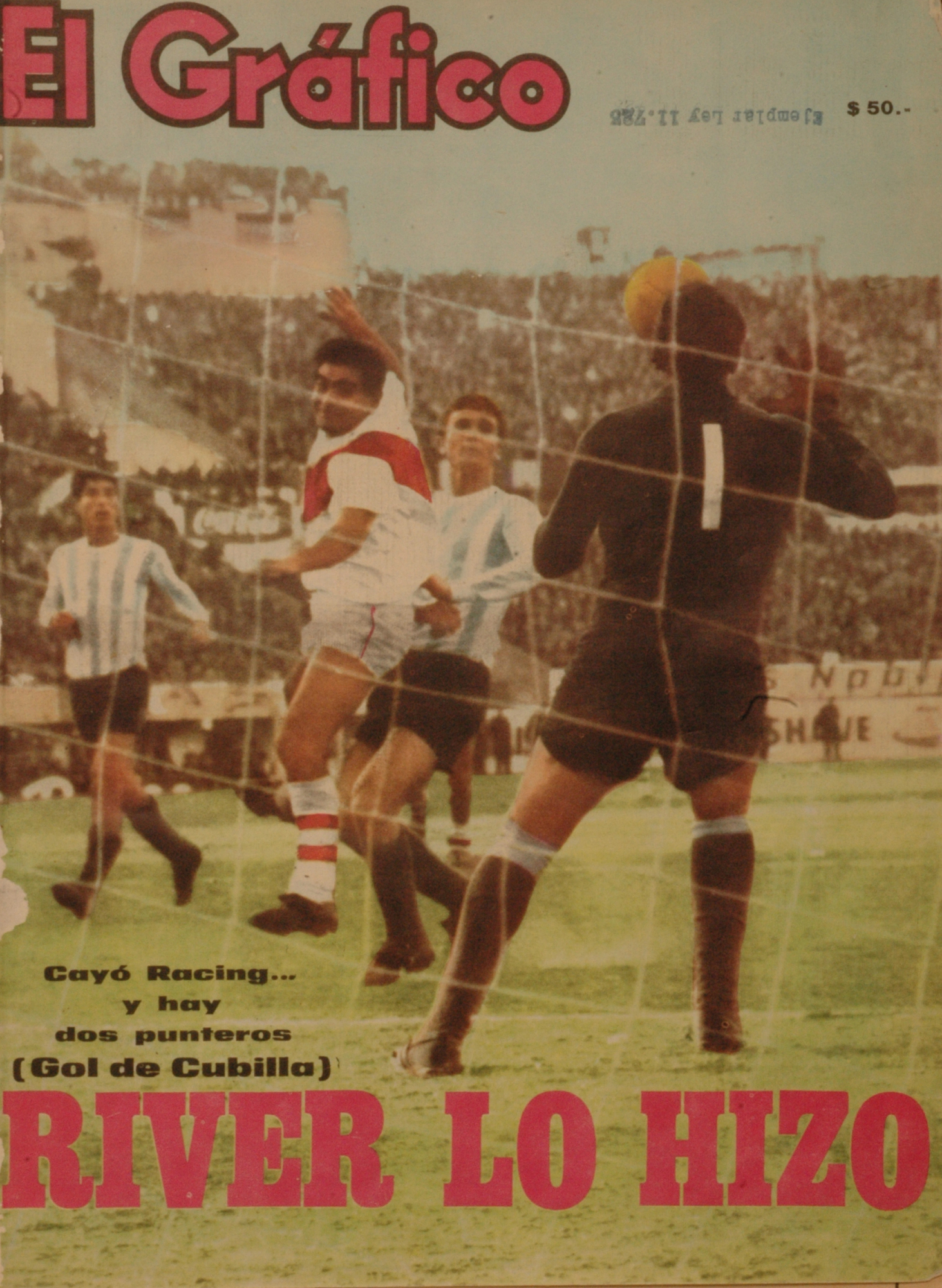
Cubilla en River en 1966

### Como jugador
- Peñarol: 1958-1961
- Barcelona: 1962-1963
- River Plate: 1964-1968
- Nacional: 1969-1974
- Santiago Morning: 1975
- Defensor: 1976

### Como entrenador
- Nacional:1977
- Olimpia: 1979
- Newell's Old Boys: 1980
- Peñarol: 1981
- Olimpia: 1982
- Atlético Nacional: 1983
- River Plate: 1984
- Nacional: 1985
- Olimpia: 1988-1991
- Selección de Uruguay: 1991-1993
- Racing Club: 1994
- Olimpia: 1995-1999
- Cerro Porteño: 2000
- Libertad: 2000
- Talleres de Córdoba: 2003
- Olimpia: 2003-2004
- Comunicaciones: 2005
- Olimpia: 2006
- Barcelona: 2007
- Colegio Nacional de Iquitos: 2009
- Olimpia: 2010
- Tacuary: 2012

## Palmarés

### Como futbolista (16)

#### Campeonatos nacionales (10)
| Título                     | Equipo    | País    | Año  |
| -------------------------- | --------- | ------- | ---- |
| Campeonato Uruguayo (1)    | Peñarol   | Uruguay | 1958 |
| Campeonato Uruguayo (2)    | Peñarol   | Uruguay | 1959 |
| Campeonato Uruguayo (3)    | Peñarol   | Uruguay | 1960 |
| Campeonato Uruguayo (4)    | Peñarol   | Uruguay | 1961 |
| Copa del Rey               | Barcelona | España  | 1963 |
| Campeonato Uruguayo (5)    | Nacional  | Uruguay | 1969 |
| Campeonato Uruguayo (6)    | Nacional  | Uruguay | 1970 |
| Campeonato Uruguayo (7)    | Nacional  | Uruguay | 1971 |
| Campeonato Uruguayo (8)    | Nacional  | Uruguay | 1972 |
| Torneo Campeones Olímpicos | Nacional  | Uruguay | 1974 |
| Campeonato Uruguayo (9)    | Defensor  | Uruguay | 1976 |

#### Campeonato internacionales (6)
| Título                    | Equipo   | Sede       | Año  |
| ------------------------- | -------- | ---------- | ---- |
| Copa Libertadores (1)     | Peñarol  | Asunción   | 1960 |
| Copa Libertadores (2)     | Peñarol  | São Paulo  | 1961 |
| Copa Intercontinental (1) | Peñarol  | Montevideo | 1961 |
| Copa Libertadores (3)     | Nacional | Lima       | 1971 |
| Copa Intercontinental (2) | Nacional | Montevideo | 1971 |
| Copa Interamericana (1)   | Nacional | Montevideo | 1972 |

### Como entrenador (16)

#### Campeonatos nacionales (9)
| Título                   | Equipo  | País     | Año  |
| ------------------------ | ------- | -------- | ---- |
| Campeonato Paraguayo (1) | Olimpia | Paraguay | 1979 |
| Campeonato Uruguayo (1)  | Peñarol | Uruguay  | 1981 |
| Campeonato Paraguayo (2) | Olimpia | Paraguay | 1982 |
| Campeonato Paraguayo (3) | Olimpia | Paraguay | 1988 |
| Campeonato Paraguayo (4) | Olimpia | Paraguay | 1989 |
| Campeonato Paraguayo (5) | Olimpia | Paraguay | 1995 |
| Campeonato Paraguayo (6) | Olimpia | Paraguay | 1997 |
| Campeonato Paraguayo (7) | Olimpia | Paraguay | 1998 |
| Campeonato Paraguayo (8) | Olimpia | Paraguay | 1999 |

#### Campeonatos internacionales (7)
| Título                     | Equipo  | Sede         | Año  |
| -------------------------- | ------- | ------------ | ---- |
| Copa Libertadores (1)      | Olimpia | Buenos Aires | 1979 |
| Copa Interamericana (1)    | Olimpia | Asunción     | 1980 |
| Copa Intercontinental (1)  | Olimpia | Asunción     | 1979 |
| Copa Libertadores (2)      | Olimpia | Guayaquil    | 1990 |
| Supercopa Sudamericana (1) | Olimpia | Asunción     | 1990 |
| Recopa Sudamericana (1)    | Olimpia | Asunción     | 1991 |
| Recopa Sudamericana (2)    | Olimpia | Los Ángeles  | 2003 |

### Distinciones individuales
| Distinción                                                   | Año  |
| ------------------------------------------------------------ | ---- |
| Entrenador del año en Sudamérica                             | 1990 |
| 11.º mejor jugador sudamericano del siglo XX, según la IFFHS | 2006 |
| 64.º mejor jugador del siglo XX, según la IFFHS              | 2006 |